# Henri Franck
Pour les personnes ayant le même patronyme, voir Franck.
Henri Franck, né à Paris le 2 décembre 1888 et mort à Paris le 25 février 1912, normalien, est un poète français.

## Parcours
Né dans une famille typique de la bourgeoisie juive parisienne, Henri Franck a pour père René Franck, fondateur d'une société de courtage en sucre, membre de conseils d’administration, et qui sera vice-président de la Ligue des amis français du sionisme fondée par André Spire en 1917. Par sa mère Berthe Lange, apparentée à Henri Bergson, il est le cousin germain d'Emmanuel Berl, qui évoque sa liaison avec Anna de Noailles et « la fidélité que celle-ci gardait à son souvenir ». Sa sœur Louise, dite Lisette, épouse en premières noces Claude Ullmann, avec lequel elle a deux fils, dont Bernard, journaliste, qui lui consacrera un livre. En secondes noces, elle se marie avec Fernand de Brinon.
Élève au lycée Janson-de-Sailly, il se passionne tôt pour Nietzsche et Spinoza, les grands auteurs classiques et de l'antiquité, Paul Verlaine, Maurice Barrès, André Gide, Péguy… Il aime aussi l'opéra, l'opéra-comique, et joue du piano. Lors de ses études en khâgne au lycée Henri-IV, puis à la Sorbonne, il rencontre Julien Cain, Henri Massis, avec lesquels il se lie d'amitié. À l’École normale supérieure, où il est reçu en 1906 à 18 ans, via le concours Lettres, il devient aussi l'ami de Georges Wormser, André François-Poncet, René Massigli et Louis Farigoule (devenu célèbre sous le nom de Jules Romains).

## Normale sup
Le normalien qui brûle d'écrire donne des notes de lecture et des critiques à la revue La Phalange de Jean Royère qu'il connaît bien. Proche aussi de Maurice Schlumberger, il se fait présenter son frère, Jean Schlumberger, qui va fonder avec Gaston Gallimard et André Gide La Nouvelle Revue française. Il s'exerce à la correspondance en entretenant des relations épistolaires avec des personnalités qui l'intéressent, comme Gabriel Marcel, Léon Blum, André Spire, Maurice Barrès ou Anna de Noailles qui va devenir sa muse.
Dans une tout autre perspective, Henri Franck s'engage dans le mouvement social des « universités populaires », il y enseigne, il devient le secrétaire de l’Union patriotique des étudiants républicains à la Sorbonne et se rapproche de la SFIO que vient de fonder Jean Jaurès.
Après son échec à l'oral de l’agrégation de philosophie en 1909, il se consacre à l'écriture de ce qui sera son œuvre unique, formellement inspirée de Walt Whitman et d'Arthur Rimbaud : un long poème épique et lyrique en vers libres intitulé La Danse devant l’Arche, publié dans La Nouvelle Revue française de septembre 1911. Il y expose l'écartèlement entre judaïsme et raison, fidélité à la France et filiation avec Israël. Il décrit sa judéité comme appartenance à la « race royale » : « Né de la race royale, je suis naturellement curieux de philosophie, comme un jeune Anglais, de naissance, est un joueur de golf. »
Henri Franck, tuberculeux, meurt quelques mois plus tard, dans la nuit du 25 février 1912, à 23 ans.

## Source
- Philippe Landau, « Henri Franck, poète », Archives juives, vol. 43, no 2,‎ 2010, p. 145-148 (lire en ligne).